# 劍持刀也
劍持刀也（日语： Kenmochi Tōya */?），是日本虛擬YouTuber，隸屬於日本ANYCOLOR公司運營的虛擬YouTuber團體彩虹社的成員。角色設計者為「ほーじろ」  。

## 經歷
2018年
- 3月，現ANYCOLOR公司之前身「Ichikara」，在虛擬YouTuber應用程式「Nijisanji」的官方宣傳配音員的第二次選拔中被選中。
- 3月6日，作為彩虹社二期生在Twitter上開始活動。。
- 3月14日，在Mirrativ平台上進行首次直播。、
- 3月22日，頻道訂閱數突破一萬人。。

2019年
- 4月6日，頻道訂閱數突破十萬人。。

2020年
- 8月23日，頻道訂閱數突破二十萬人。,   [2020-12-09], （原始内容存档于2022-04-26） （日语）</ref>。

2021年
- 10月21日、與同屬彩虹社的成員加賀美隼人、不破湊、甲斐田晴組成四人組「ROF-MAO」進行活動。
- 12月17日，頻道訂閱數突破五十萬人。

2022年
- 4月1日，頻道訂閱數突破六十萬人。
- 8月1日，頻道訂閱數突破七十萬人。
- 12月11日，頻道訂閱數突破八十萬人。

2023年
- 5月27日，頻道訂閱數突破九十萬人。
- 6月11日，舉辦個人Live【虛空大戰】。
- 9月6日，發行個人隨筆【虛空教典】。

2024年
- 4月3日，頻道訂閱數突破一百萬人。
- 4月21日，組合「Rof-mao」舉辦1st 演唱會 【New street, New world】。